# Тарасюк Клавдія Іванівна
Клавдія Іванівна Тарасюк (1949 — ?) — українська радянська діячка, новатор виробництва, швачка Вінницької швейної фабрики № 2 Вінницької області. Депутат Верховної Ради УРСР 8-го скликання.

## Біографія
Закінчила Вінницьке професійно-технічне училище. Член ВЛКСМ.
З 1960-х років — швачка-резервістка другого цеху Вінницької швейної фабрики № 2 Вінницької області.

## Нагороди
- ордени
- медалі